# Saint-Christophe-la-Couperie
Saint-Christophe-la-Couperie korábbi község Franciaország Loire mente régiójában, Maine-et-Loire megyében. 2015. december 15-én nyolc másik korábbi községgel egyesült és Orée d’Anjou új község része lett.
Lakosainak száma 832 fő (2018. január 1.). Saint-Christophe-la-Couperie La Boissière-du-Doré, Le Fuilet, Landemont, Le Puiset-Doré és Saint-Laurent-des-Autels községekkel határos.

## Népesség
A település népessége az elmúlt években az alábbi módon változott:
| Lakosok száma | 434  | 436  | 451  | 447  | 455  | 730  | 810  | 850  | 807  | 832  |
|               | 1962 | 1968 | 1982 | 1990 | 1999 | 2008 | 2011 | 2013 | 2017 | 2018 |